# Oxyopes ryvesi
Oxyopes ryvesi là một loài nhện trong họ Oxyopidae.
Loài này thuộc chi Oxyopes. Oxyopes ryvesi được Mary Agard Pocock miêu tả năm 1901.